# Боби Гърни
Боби Гърни е роден на 13 октомври 1907 година в Силкуърт, Съндърланд. Той остава в историята като един от най-добрите нападатели на своето време. Неговият баща Джо работел в мината Силкуърт близо до Съндърланд. Майката на Боби Гърни Елизабет се грижела за него, тримата му братя и една сестра.
Гърни започва да играе футбол още в детските си години, вдъхновен от своя по-голям брат Ралф, който бил вратар. Боби Гърни играе за отбора на Силкуърт. Привлечен е в Съндърланд през 1925 година по желание на Чарли Бъчан, който го наблюдава по време на мач, в който Гърни се състезава за Бишъп Оукланд. Неговият дебют е срещу Уест Хем Юнайтед, като Гърни бележи при загубата 2 – 3. В следващата декада Боби Гърни се превръща в изключително резултатен нападател. През сезона 1935 – 1936 година той става голмайстор на Първа дивизия. В неговата кариера той бележи 10 хеттрика, два пъти вкарва четири гола срещу Ливърпул (6 – 0) и Бирмингам Сити (7 – 2) и веднъж впечатляващите пет гола в един мач срещу Болтън Уондърърс (7 – 2). Той печели с отбора на Съндърланд първенството на Англия през 1936 година. Автор е на първия от трите гола на финала за Купата на футболната асоциация за победата на Съндърланд над Престън Норт Енд с 3 – 1 през следващия сезон.
В своята кариера Боби Гърни се състезава за отбора на Съндърланд 22 години без прекъсване и записва 390 мача, в които е автор на 227 гола. Това го прави най-резултатния играч на Съндърланд за всички времена. Гърни записва само един мач за Англия срещу Шотландия пред близо 130 000 зрители на Хемпдън Парк. След прекратяване на състезателната си кариера той ръководи отборите на Холдън Колиери, Питърбъро Юн., Дарлингтън и Хартлипул Юн.
Боби Гърни умира на 21 април 1994 година. През 2007 година в Силкуърт са организирани чествания по случай 100-годишния юбилей от неговото раждане.